# Klašnjice
Klašnjice es un pueblo ubicado en el territorio de Vranje, en el distrito de Pčinja, Serbia.

## Superficie
Posee una superficie de 5,330 kilómetros cuadrados.

## Demografía
Hasta 2011 la población era de 23 habitantes, con una densidad de población de 4,315 habitantes por kilómetro cuadrado.